# Google
 For alternative betydninger, se Google (søgemaskine).
Google Inc. er en amerikansk software- og It-virksomhed. Virksomheden er især kendt for sin søgemaskine på internettet "Google". Søgemaskinen er i dag den største søgemaskine på internettet.
Googles forretningsområder spænder vidt og der tilbydes en række It- og softwareservices. Der tilbydes også en række andre produkter gennem en række af datterselskaber. Google Inc. er et datterselskab til Alphabet Inc.
Det er verdens mest populære website.

## Historie
Google blev oprettet i 1998 af to ph.d.-studerende ved Stanford University, Larry Page og Sergej Brin. Det oprindelige navn på søgemaskinen var Backrub, som senere blev til Google, navngivet efter tallet googol (1 googol er et et-tal efterfulgt af 100 nuller).
I 2006 opkøbte Google YouTube og i dag uploades der over 300 timers video til websitet i minuttet.
"’Don’t be evil’ blev i årene frem kendt verden over. Fra 2001 og frem til 2009 steg antallet af medarbejdere fra 200 til 20.000 og antallet af søgninger ifølge analysevirksomheden ComScore fra tusinde eller hundredtusinde til 17 millioner i minuttet. " [kilde mangler]

## Produkter

### Google Android
Google Android som blev lanceret i år 2007, Android er googles styresystem til tablets, mobiltelefoner, ure, tv og tavlecomputere. Android er baseret på Linux og er open source. I 2014 var Android det mest brugte styresystem til mobile enheder. Der er over 1.000.000 apps på Google Play, som er Googles pendant til Apples App Store.

### Google Assistent
Google Now som blev lanceret den 27. juni 2012 er en personlig assistent man kan spørge hvordan vejret er i morgen, hvem opfandt Google eller hvad man nu ellers vil spørge om. Google Now sporer også ens pakker og viser flytider. Google Now hedder i dag Google Assistent.

### Google Glass
Google Glass som blev lanceret i 2012 og er nogle briller som har et hovedmonteret display (hmd).

### Google Search
Google har revolutioneret søgemaskinen på internettet ved at være opbygget over en algoritme, holdt yderst hemmelig af bagmændene, som giver brugeren langt mere relevante søgeresultater end hos konkurrerende søgemaskiner.

### Gmail
Google har også lanceret andre typer tjenester på nettet, blandt andet en webbaseret e-mail-service, Gmail. Som en nyhed tilbød man fra start 1 GB gratis lagerplads, hvilket siden er vokset til over 15 GB og man købe sig op til 30 TB lagerplads. Til gengæld forbeholder Google sig retten til at præsentere reklamer, der knytter sig til ord og begreber i den modtagne post. Reklametypen hedder AdSense, idet målet er at tilbyde reklamer, der er relevante for den enkelte bruger – i modsætning til massereklamer. Google skriver følgende "I 2000 introducerede vi AdWords, et selvbetjeningsprogram til at lave reklamekampagner online. I dag hjælper vores annonceringsløsninger – herunder display-, mobil- og videoannoncer samt de helt almindelige tekstannoncer, som vi introducerede for mere end et årti siden – tusindvis af virksomheder med at vokse sig større og få succes."

### Google webmaster tools
For at støtte Googles integration i website-management stiller Google en service til rådighed for webmasters og hjemmesidearbejdere i form af Google webmaster tools.

### Google Scholar
I efteråret 2004 lanceredes Google Scholar, der er beregnet på at hjælpe studerende og forskere med at finde relevant materiale. Det gøres bl.a. ved at indeksere tidsskrifter og bøger, der ikke nødvendigvis er frit tilgængelige online. Google Scholar er stadig under afprøvning. Fra 2006 er Scholar også blevet tilgængeligt på dansk.

### Google Earth
I Google Earth tilbyder man adgang til satellitfotografier af områder på jorden, herunder især den vestlige verden. Det er et krævende program (udgivet til Windows, Mac og Linux), der endnu kræver installation af programmer på maskinen. Alternativet Google Maps er mindre krævende udstyrsmæssigt, men har til gengæld ikke så mange funktioner.

### Google Apps for Work
Google Apps for Work er en pakke af software til støtte af samarbejde og produktivitet baseret på cloudcomputing. Google Apps, hvis første udgave kom i 2006, er beregnet på virksomheder og organisationer.

## Kritik og kontroverser
Google er vokset hurtigt og har skabt nærmest monopol på området for søgeindeks, hvilket har givet anledning til debat.
Først og fremmest handler det om reklamer, som finansierer foretagendet. Google er eksperter i at skabe netop de få, men rigtige reklamer på en websted eller i forbindelse med et elektronisk brev. Det kræver f.eks. adgang til følsomme data fra brugerne, hvilket af nogle betragtes som en trussel mod privatlivets fred og som et skridt nærmere det totale overvågningssamfund.
Men det handler også om, hvem der skal bestemme, hvilken side der skal vises først i forbindelse med en internetsøgning (rangordning). Igen kommer reklamer med i billedet, idet annoncører kan købe plads på resultatsiden, hvilket anfægter søgningens neutralitet.
En anden sag handler om ophavsret, hvor Google henviser til beskyttede sider. Her har Google fjernet den oprindelige henvisning og henviser i stedet til klageren. Google var på et tidspunkt i færd med en digitalisering af store amerikanske biblioteker, hvor ophavsretten også kunne krænkes, samtidig med at relevante annoncer i forbindelse med bøgernes indhold ikke var/er lige populært i alle litterære kredse.
I en global verden kan der ligeledes være problemer med håndtering af ophavsret, der varierer fra land til land. Her grænses der op til censur.
Krænkelser af patenter på søgemaskiner kan også blive et problem, f.eks. har Yahoo! sagsøgt Google for at have misbrugt en af deres ideer (Googles AdSense vs. Yahoo!'s Overture).
Nyeste skud på stammen er TrackMeNot, som er et letvægts baggrundsprogram med det formål at forvirre Googles søgemaskine, for derved at skjule brugernes aktuelle søgninger, så Google ikke kan lagre faktisk information omkring brugerens søgning.
TrackMeNot udsender periodisk tilfælde søgninger i forskellige søgemaskiner, såsom AOL, Yahoo!, ASK, Google, og Bing som derved forvirrer diverse søgemaskiner i deres logging af brugerinformationer.
I 2014 blev Google idømt en bøde på 150.000 € af det franske datatilsyn CNIL, for ikke at overholde fransk lovgivning om beskyttelse af personlige oplysninger.

## Spøg og skæmt

### Aprilsnar
I 2011 kom Google med to aprilsnarer:
- Aprilsnar 2011: Når man søger på Google efter skrifttype Helvetica ændres webstedet i skrifttype Comic Sans.
- Googles har en ny måde at sende email på med G-Mail, som kaldes Google Motion. Når man vil sende en email skal man lave bevægelser som for eksempel at åbne en konvolut for at åbne en email. → Historien

### Easter egg
- Et eksempel på et såkaldt easter egg kan opleves ved en søgning efter "Atari breakout", i Google billeder hvilket vil ændre de fremkomne billeder til "mursten", i stil med Ataris spil Breakout.

## Google Doodle
En Google Doodle er en særlig, midlertidig ændring af logoet på Googles søgemaskines forside, der er beregnet til at fejre helligdage, arrangementer, resultater og mennesker.